# 窄叶杨
窄叶杨（学名：Populus angustifolia）是一种常见的杨树。它是美国大盆地的原生植物，通常生长在溪流和小河边。
树整体纤细，黄绿色的叶子有齿状边缘。 柳絮蓬松呈白色。芽具有粘性，被当地的美洲土著人作为口香糖，其中包括阿帕契族和纳瓦霍族。